# Victor Buyck Steel Construction
De Victor Buyck Steel Construction is een metaalconstructiebedrijf gevestigd in de Belgische stad Eeklo. Het bedrijf - aan de Pokmoere - werd opgericht in 1927 door Victor Buyck (1902-1987), gestart als één eenmansbedrijf kreeg het zijn juridische vorm en huidige naam in 1989. Zoon John Buyck (1933-2008) werd later de voorzitter van de firma. Hij werd opgevolgd door zijn zoon Manuel, die thans de leiding heeft van een onderneming met 420 werknemers.
Stichter Victor Buyck was tevens liberaal gemeenteraadslid te Eeklo en provincieraadslid van de provincie Oost-Vlaanderen.

## Wereldwijd
Het bedrijf is gespecialiseerd in de bouw van grote metaalconstructies over de hele wereld. Victor Buyck Steel Construction is vooral actief met het construeren en oprichten van (spoor)bruggen, sluizen, fabrieksgebouwen en kranen. De NV Bumar in Wondelgem (Gent), CSM in Hamont-Achel en de Victor Buyck Steel Construction in Maleisië zijn dochterondernemingen van het bedrijf uit Eeklo. Vestigingen zijn er ook in Kassel (Duitsland) en in Wraysbury (Engeland).
Het TGV-station van Rijsel, een winkelcentrum in Maleisië en een telecommunicatietoren in Kuala Lumpur zijn enkele voorbeelden van hun realisaties. In eigen land zijn dit o.a. de fietsersbrug over de E19 te Machelen en de spoorwegbrug over de R4 ter hoogte van Drongen.

## Nederland
In Nederland is een spoorbrug ten noorden van Groningen over het Van Starkenborghkanaal en de N361 voor de spoorlijn Groningen - Delfzijl genaamd Walfridusbrug gebouwd in 2003.